# پوگروم

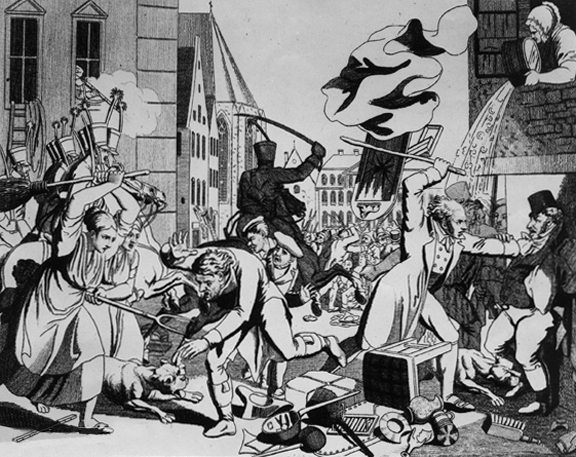

پوگروم (Pogrom) حملهٔ خشونت‌آمیز علیه یهودیان یا دیگر گروه‌های قومی یا مذهبی است. این اصطلاح در اصل در قرون نوزدهم و بیستم برای توصیف حملات به یهودیان در امپراتوری روسیه وارد زبان انگلیسی شد. این واژه هم‌اکنون برای توصیف سیاست حملات برای پاکسازی گروه‌های مذهبی یا قومی غیر یهودی نیز بکار می‌رود. حملات مشابه علیه یهودیان در دیگر زمان‌ها و مکان‌ها پیشتر از آن هم پوگروم شناخته شدند.